# Aghbalou (eau)
 (août 2025).
Motif : notoriété
- Archive Wikiwix
- Bing
- Cairn
- DuckDuckGo
- E. Universalis
- Gallica
- Google
- G. Books
- G. News
- G. Scholar
- Persée
- Qwant
- (zh) Baidu
- (ru) Yandex
- (wd) trouver des œuvres sur Wikidata

| 1. | Préciser le motif de la pose du bandeau. | Précisez le motif de la pose du bandeau en utilisant la syntaxe suivante : {{admissibilité à vérifier\|date=août 2025\|motif=remplacez ce texte par le motif}}                      |
| 2. | Informer les utilisateurs concernés.     | Pensez à avertir le créateur de l'article, par exemple, en insérant le code ci-dessous sur sa page de discussion : {{subst:avertissement admissibilité à vérifier\|Aghbalou (eau)}} |

Pour l’article homonyme, voir Aghbalou.
Aghbalou est une eau minérale algérienne, dont les sources et le siège sont situés à Toudja. Elle est exploitée par l'entreprise Epest qui produit 70 000 bouteilles par jour d'eau plate et  96 000 bouteilles d'eau gazéifiée.